# Чемпионат Дании по волейболу среди женщин
Чемпионат Дании по волейболу среди женщин — ежегодное соревнование женских волейбольных команд Дании. Проводится с сезона 1962/63.
Соревнования проходят в трёх дивизионах — Элите, 1-м и 2-м. Организатором чемпионатов является Датский волейбольный союз.

## Формула соревнований (Элитедивизион)
Чемпионат в Элитедивизионе в сезоне 2024/2025 включал два этапа — предварительный и плей-офф. На предварительной стадии команды играли в два круга. По её итогам 8 команд вышли в плей-офф и далее по системе с выбыванием определили двух финалистов, которые разыграли первенство. Серии матчей плей-офф проводились до двух (в четвертьфинале) и до трёх (в полуфинале и финале) побед одного из соперников.
За победу со счётом 3:0 и 3:1 команды получают по 3 очка, за победу 3:2 — 2, за поражение 2:3 — 1 очко, за поражение 1:3 и 0:3 очки не начисляются.
В чемпионате 2024/25 в Элитедивизионе участвовали 8 команд: «Хольте», «Орхус СВ Элите» (Орхус), «Брённбю», «Гентофте», «Фарум» (Хольте), «Икаст-КФУМ» (Икаст), «Хольстебро», «Кёге». Чемпионский титул выиграл «Хольте», победивший в финальной серии «Орхус СВ Элите» 3-0 (3:1, 3:2, 3:2). 3-е место занял «Брённбю».

## Призёры
| Сезон     | 1-е место                    | 2-е место                    | 3-е место                  |
| --------- | ---------------------------- | ---------------------------- | -------------------------- |
| 1962/63   | «Вогнмандсмаркен» Копенгаген | «Видовре»                    | «Орхус СВ»                 |
| 1963/64   | «Вогнмандсмаркен» Копенгаген | «Орхус СВ»                   | «Нюборг»                   |
| 1964/65   | «Вогнмандсмаркен» Копенгаген | «Кёбенхавнс СВ» Копенгаген   | «Обюхёй»                   |
| 1965/66   | «Вогнмандсмаркен» Копенгаген | «Рюэсгаде» Копенгаген        | «Обюхёй»                   |
| 1966/67   | «Вогнмандсмаркен» Копенгаген | «Кёбенхавнс СВ» Копенгаген   | «Нюборг»                   |
| 1967/68   | «Кёбенхавнс СВ» Копенгаген   | «Вогнмандсмаркен» Копенгаген | «Нюборг»                   |
| 1968/69   | «Гладсаксе»                  | «Кёбенхавнс СВ» Копенгаген   | «Нюборг»                   |
| 1969/70   | «Орхус СВ»                   | «Гладсаксе»                  | «Кёбенхавнс СВ» Копенгаген |
| 1970/71   | «Бокма» Оденсе               | «Гладсаксе»                  | «Орхус СВ»                 |
| 1971/72   | «Бокма» Оденсе               | «Орхус СВ»                   | «Гладсаксе»                |
| 1972/73   | «Бокма» Оденсе               | «Орхус СВ»                   | «Гладсаксе»                |
| 1973/74   | «Гладсаксе»                  | «Бокма» Оденсе               | «Схима»                    |
| 1974/75   | «Бокма» Оденсе               | «Орхус СВ»                   | «Гладсаксе»                |
| 1975/76   | «Орхус СВ»                   | «Гладсаксе»                  | ДХГ Оденсе                 |
| 1976/77   | «Гладсаксе»                  | «Орхус СВ»                   | ДХГ Оденсе                 |
| 1977/78   | «Орхус СВ»                   | ДХГ Оденсе                   | «Гладсаксе»                |
| 1978/79   | «КФУМ Хельсингёр» Хельсингёр | «Орхус СВ»                   | «Гладсаксе»                |
| 1979/80   | «КФУМ Хельсингёр» Хельсингёр | «Скёдструп»                  | «Гладсаксе»                |
| 1980/81   | «КФУМ Хельсингёр» Хельсингёр | «Скёдструп»                  | «Эсбьерг»                  |
| 1981/82   | «КФУМ Хельсингёр» Хельсингёр | «Орхус СВ»                   | «Скёдструп»                |
| 1982/83   | «КФУМ Хельсингёр» Хельсингёр | «Скёдструп»                  | «Орхус СВ»                 |
| 1983/84   | «КФУМ Хельсингёр» Хельсингёр | «Гладсаксе»                  | «Орхус СВ» Орхус           |
| 1984/85   | «КФУМ Хельсингёр» Хельсингёр | «Гладсаксе»                  | «Орхус СВ»                 |
| 1985/86   | «КФУМ Хельсингёр» Хельсингёр | «Брённбю»                    | «Гладсаксе»                |
| 1986/87   | «КФУМ Хельсингёр» Хельсингёр | «Орхус СВ»                   | «Гладсаксе»                |
| 1987/88   | «Хольте»                     | «Орхус СВ»                   | «Гладсаксе»                |
| 1988/89   | «Хольте»                     | «КФУМ Хельсингёр» Хельсингёр | «Орхус СВ»                 |
| 1989/90   | «Хольте»                     | «Фортуна» Оденсе             | «Нествед»                  |
| 1990/91   | «Орхус СВ»                   | «Хольте»                     | «Фортуна» Оденсе           |
| 1991/92   | «Фортуна» Оденсе             | «Хольте»                     | «Орхус СВ»                 |
| 1992/93   | «Хольте»                     | «Фортуна» Оденсе             | «Орхус СВ»                 |
| 1993/94   | «Хольте»                     | «Фортуна» Оденсе             | ДХГ Оденсе                 |
| 1994/95   | «Хольте»                     | «Фортуна» Оденсе             | ДХГ Оденсе                 |
| 1995/96   | «Хольте»                     | «Фредериксберг»              | ДХГ Оденсе                 |
| 1996/97   | «Хольте»                     | ДХГ Оденсе                   | «Фортуна» Оденсе           |
| 1997/98   | «Хольте»                     | ДХГ Оденсе                   | «Сковбаккен»               |
| 1998/99   | «Хольте»                     | ДХГ Оденсе                   | «Фортуна» Оденсе           |
| 1999/2000 | ДХГ Оденсе                   | «Хольте»                     | «Гентофте»                 |
| 2000/01   | ДХГ Оденсе                   | «Хольте»                     | «Гентофте»                 |
| 2001/02   | ДХГ Оденсе                   | «Хольте»                     | «Ольборг»                  |
| 2002/03   | «Хольте»                     | ДХГ Оденсе                   | «Ольборг»                  |
| 2003/04   | ДХГ Оденсе                   | «Хольте»                     | «Ольборг»                  |
| 2004/05   | «Люнгбю» Конгенс-Люнгбю      | «Хольте»                     | «Фортуна» Оденсе           |
| 2005/06   | «Фортуна» Оденсе             | «Хольте»                     | «Люнгбю» Конгенс-Люнгбю    |
| 2006/07   | «Фортуна» Оденсе             | «Люнгбю» Конгенс-Люнгбю      | «Хольте»                   |
| 2007/08   | «Фортуна» Оденсе             | «Хольте»                     | «Брённбю»                  |
| 2008/09   | «Хольте»                     | «Фортуна» Оденсе             | «Брённбю»                  |
| 2009/10   | «Фортуна» Оденсе             | «Хольте»                     | «Брённбю»                  |
| 2010/11   | «Брённбю»                    | «Хольте»                     | «Фортуна» Оденсе           |
| 2011/12   | «Хольте»                     | «Брённбю»                    | «Фортуна» Оденсе           |
| 2012/13   | «Хольте»                     | «Брённбю»                    | «Фортуна» Оденсе           |
| 2013/14   | «Брённбю»                    | «Хольте»                     | «Фортуна» Оденсе           |
| 2014/15   | «Брённбю»                    | «Люнгбю» Конгенс-Люнгбю      | «Хольте»                   |
| 2015/16   | «Брённбю»                    | «Хольте»                     | «Амагер» Копенгаген        |
| 2016/17   | «Хольте»                     | «Брённбю»                    | «Амагер» Копенгаген        |
| 2017/18   | «Брённбю»                    | «Хольте»                     | «Амагер» Копенгаген        |
| 2018/19   | «Хольте»                     | «Брённбю»                    | «Элите Воллей» Орхус       |
| 2019/20   | «Хольте»                     | «Брённбю»                    | «Гентофте»                 |
| 2020/21   | «Хольте»                     | «Гентофте»                   | «Вестшелланн» Слагельсе    |
| 2021/22   | «Брённбю»                    | «Хольте»                     | «Кёге»                     |
| 2022/23   | «Орхус СВ Элите» Орхус       | «Хольте»                     | «Гентофте»                 |
| 2023/24   | «Хольте»                     | «Орхус СВ Элите» Орхус       | «Брённбю»                  |
| 2024/25   | «Хольте»                     | «Орхус СВ Элите» Орхус       | «Брённбю»                  |